# Кристина Сальмская
Кристина Сальмская (фр. Christine de Salm; 1575, неизвестно — 31 декабря 1627, неизвестно) — герцогиня Лотарингии в браке с герцогом Франсуа II Лотарингским.

## Жизнь
Кристина была единственной дочерью Пауля, графа фон Сальм (около 1535 — около 1595) и его жены Мари ле Венер.
Хотя Сальмы были полусуверенными имперскими графами с 1475 года, ни они, ни ле Венеры не были причислены к главным магнатам Священной Римской империи или Франции XVI века. Тем не менее, когда Франсуа женился на Кристине, он был всего лишь третьим сыном герцога Карла III, которому в качестве апанажа было выделено графство Водемон, а не герцогство Лотарингия. Чтобы не дать герцогству отклониться от патрилинейности (и узаконить её узурпацию), сыновья Франсуа и Кристины взяли в жёны двух дочерей старшего брата отца, герцога Генриха II Лотарингского.

## Семья и дети
Кристина вышла замуж за будущего герцога Лотарингии 12 марта 1597 года. В этом браке родилось несколько детей:
1. Генрих (1602—1611), умер в детстве[8]
2. Карл IV (1604—1675), герцог Лотарингский[9]
3. Генриетта (1605—1660), 1-й муж: Луи де Гиза; 2-й муж: Карло Гуаско де Саллерио; 3-й муж: Джузеппе Франческо Гримальди[8]
4. Никола II Франсуа (1609—1670), герцог Лотарингский[8]
5. Маргарита (1615—1672), замужем за Гастоном де Бурбоном, герцогом Орлеанским[8]
6. Кристина (1621—1622), умерла в младенчестве[8]